# Sougy

Sougy este o comună în departamentul Loiret din centrul Franței. În 1 ianuarie 2022 avea o populație de 835 de locuitori.